# Teesdale (distretto)
Teesdale era un distretto locale della contea di Durham, Inghilterra, Regno Unito, con sede a Barnard Castle.
Il distretto fu creato con il Local Government Act 1972, il 1º aprile, 1974 dalla fusione del distretto urbano di Barnard Castle con il Distretto rurale di Startforth e il Distretto rurale di Barnard Castle.

## Parrocchie civili
- Barforth
- Barnard Castle
- Barningham
- Bolam
- Boldron
- Bowes
- Brignall
- Cleatlam
- Cockfield
- Cotherstone
- Eggleston
- Egglestone Abbey
- Etherley
- Evenwood and Barony
- Forest and Frith
- Gainford
- Gilmonby
- Hamsterley
- Headlam
- Hilton
- Holwick
- Hope
- Hunderthwaite
- Hutton Magna
- Ingleton
- Langleydale and Shotton
- Langton
- Lartington
- Lunedale
- Lynesack and Softley
- Marwood
- Mickleton
- Middleton-in-Teesdale
- Morton Tinmouth
- Newbiggin
- Ovington
- Raby with Keverstone
- Rokeby
- Romaldkirk
- Scargill
- South Bedburn
- Staindrop
- Startforth
- Streatlam and Stainton
- Wackerfield
- Westwick
- Whorlton
- Winston
- Woodland
- Wycliffe with Thorpe